# Ajuga xylorrhiza
Ajuga xylorrhiza là một loài thực vật có hoa trong họ Hoa môi. Loài này được Kit Tan mô tả khoa học đầu tiên năm 1984.